# Dipartimento di Pirané
Pirané è un dipartimento argentino, situato nella parte sud-orientale della provincia di Formosa, con capoluogo Pirané.
Esso confina a nord con il dipartimento di Pilagás, a est con i dipartimenti di Pilcomayo, Formosa e Laishi; a sud con la provincia del Chaco e a ovest con il dipartimento di Patiño.
Secondo il censimento del 2001, su un territorio di 8.425 km², la popolazione ammontava a 64.023 abitanti, con un aumento demografico dell'11,77% rispetto al censimento del 1991.
Municipi del dipartimento sono:
- El Colorado
- Mayor Vicente Villafañe
- Palo Santo
- Pirané
- Villa Dos Trece